# Ліам Гіт
Лаям Гіт  (англ. Liam Heath, 17 серпня 1984) — британський веслувальник, олімпієць.

## Виступи на Олімпіадах
| Олімпіада           | Дисципліна                    | Місце |
| ------------------- | ----------------------------- | ----- |
| Лондон 2012         | байдарки-двійки, 200 метрів   | 3     |
| Ріо-де-Жанейро 2016 | байдарки-одиночки, 200 метрів | 1     |
| Ріо-де-Жанейро 2016 | байдарки-двійки, 200 метрів   | 2     |
| Токіо 2020          | байдарки-одиночки, 200 метрів | 3     |

## Зовнішні посилання
- Лаям Гіт — олімпійська статистика на сайті Sports-Reference.com (англ.) (архівна версія)